# Benedetto Pola
Benedetto Pola (ur. 17 kwietnia 1915 w Borgosatollo, zm. 1 sierpnia 2000 w Brescii) – włoski kolarz torowy, złoty medalista mistrzostw świata.

## Kariera
Pierwszy sukces w karierze Benedetto Pola osiągnął w 1933 roku, kiedy został mistrzem kraju w sprincie indywidualnym. W tej samej konkurencji zwyciężył na rozgrywanych rok później mistrzostwach świata w Lipsku, bezpośrednio wyprzedzając Holendra Ariego van Vlieta i Francuza Christiana Lente. W 1936 roku wziął udział igrzyskach olimpijskich w Berlinie, zajmując czwarte miejsca w sprincie oraz wyścigu na 1 km. W pierwszym przypadku walę o brązowy medal przegrał z Francuzem Louisem Chaillotem, a w drugim minimalnie lepszy okazał się reprezentant gospodarzy Rudolf Karsch. Ponadto wielokrotnie zdobywał medale torowych mistrzostw kraju, w tym łącznie pięć złotych.